# SEIRIOS
SEIRIOS（セイリオス）は、日本の音楽ユニットである。

## 概要
作曲家・Frankie T.と作詞家・森由里子を中心に、ボーカル曲を中心としたヒーリング音楽を創作する。年に数回コンサートを行う。初期アルバムCD発売後、約5年間で直販のみで約1万枚の売り上げを記録した。
2007年の結成当時は「The SEIRIOS」（ザ・セイリオス）として2012年まで活動。3年間の休息を経て2015年より「SEIRIOS」（セイリオス）に改名し新たに活動を開始した。

## メンバー
- Frankie T.（Sound Produce/Guitar）
作編曲家、音楽プロデューサー。1985年、シブがき隊「月光淑女!」で作曲家デビュー。Frankie T.と富山光弘の二つの名前でJ-POP、アイドル、アニメ主題歌等をリリース。福岡ソフトバンクホークス公式球団応援歌「いざゆけ若鷹軍団」を作曲。近年[いつ?]はニューエイジ系、癒し系の楽曲を主として制作。2011年に「ほっとひといき 自律神経が安らぐ音楽」（キングレコード）をリリース。The SEIRIOS時代よりSEIRIOSのほぼ全曲の作編曲、サウンドプロデュースを手がける。
- 森由里子（Lyrics Produce）
TVアニメ『ドラゴンボール』の主題歌「魔訶不思議アドベンチャー!」で本格的な作詞家となった。中森明菜に提供した「TATTOO」が日本レコード大賞・金賞、メガロポリス歌謡祭ポップス大賞などを受賞。以後、安室奈美恵やももいろクローバーZなどのJ-POP、アニメ主題歌、ゲーム主題歌、舞台など、1100曲以上の楽曲を制作。SEIRIOSでは全作詞、ストーリーの構築、執筆などを担当する。
- さくまさちこ
企画補佐、ヒプノセラピスト、バッチフラワー認定プラクティショナー、バッチ国際教育プログラム認定講師、九星気学アドバイザー。
- Shaylee（Vocal）
長崎県出身のシンガーソングライター。クラシカルクロスオーバージャンル歌手。2012年に東北の人たちに向けて初めて自身で編曲制作してYouTubeサイトに投稿したスコットランド民謡「Auld Lang Syne（蛍の光英語バージョン）」やアイルランド民謡などに注目が集まり、2015年クラシック・ギター専門の現代ギター社企画による世界の民謡曲集アルバム『Traditional Songs』のヴォーカルに抜擢され、CDデビュー。
- 土屋実紀（Vocal）
3歳から14歳までヴァイオリン、13歳より声楽を習う。大学在学時よりテレビ・舞台を中心に芸能活動を始めた。卒業後、声優として青二プロダクションよりデビュー。代表作に「マーメイドメロディー ぴちぴちピッチ」シェシェがある。現在[いつ?]はフリーで歌を中心にアニメ・CM・ゲーム等で活動する。
- 池間史規（Bass）
德永英明、加山雄三、大友康平、近藤真彦、19、森山直太朗、柳ジョージ、川井憲次などのアーティストのレコーディング及びコンサートにベーシストとして参加。岩崎宏美40周年記念楽曲「光の軌跡」やAKB48に楽曲提供する作曲・編曲家、自身でライブを行うシンガーソングライターである。
- 野沢香苗（二胡、Vo、Cho）
女優として出演した舞台で二胡と出会い、魅せられ、以来二胡奏者として様々なジャンルの音楽に取り組む。2007年に日本人二胡奏者として初めてメジャー・デビューした。
- 佐久間景子（Irish Harp）
6歳から大学卒業までピアノを習い、大学時代はパイプオルガンの演奏も行った。卒業後は新劇系劇団研究所[どこ?]を経て舞台を中心に活動した。主宰ユニットを離れたことを機に、幼少より心ふるわされていたアイルランド・ケルト圏の音楽や歌を、傍らにいたアイリッシュハープと共に奏でることを決意した。以降、ソロ弾き語りやフィドル・アコーディオン・笛等の他楽器とのデュオ・ユニットで演奏活動する。
- 中野正男（Keyboard）
自己のバンド活動と並行して、様々な歌手・アーティストのサポートやレコーディングに参加する。1990年より作家として楽曲提供、1993年より編曲・プロデュースも手がける。1995年より専門学校講師を務めながら、自己の制作チーム「M'sFolder」でカバーCDなどをリリースした。書籍などの制作も行う。

### The SEIRIOS
- Ikuko（Vo）
- NUU（Vo）
- 岡崎雄一郎（Keyboard）
- 大野由紀子（Violin）
- せきあや（Cho）
- 小林志音（Cho）
- 那由多（舞）

## ディスコグラフィ

### アルバムCD
- SEIRIOS
  - サマリーラ〜infinity〜（2015年9月）
- The SEIRIOS
  - 降り注ぐ光の音楽CD（3部作シリーズ）
    - ハールリキーア〜Sacred Light〜（2007年12月）
    - モースミーカーリ〜Sacred Words〜（2008年7月）
    - アスミアーロ〜Sacred Love（Oneness）〜（2009年6月）

  - 東日本大震災チャリティーCD
    - パストゥリールⅡ〜いのりうたprayer〜（2010年）

## コンサート
- SEIRIOS
  - 2015年10月 - サマリーラCD発売記念コンサート（二子玉川kiwa
  - 2015年12月 - クリスマス・ディナーコンサート（吉祥寺・カフェ・ド・クレスプキュール）
- The SEIRIOS
  - 2011年11月 - パストゥリール〜願いが奏でる物語〜（白寿ホール）
  - 2012年12月 - サプスティール〜音の祈りの降り注ぐ場所〜（南青山FutureSEVEN）